# العلاقات الفرنسية الموريتانية
يُقصد بالعلاقات الفرنسية الموريتانية تلك العلاقات التي تجمع بين دولتي فرنسا وموريتانيا. تعود العلاقة بين الطرفين إلى الحقبة الاستعمارية عندما كانت موريتانيا جزءًا من غرب أفريقيا الفرنسي.

## تاريخ

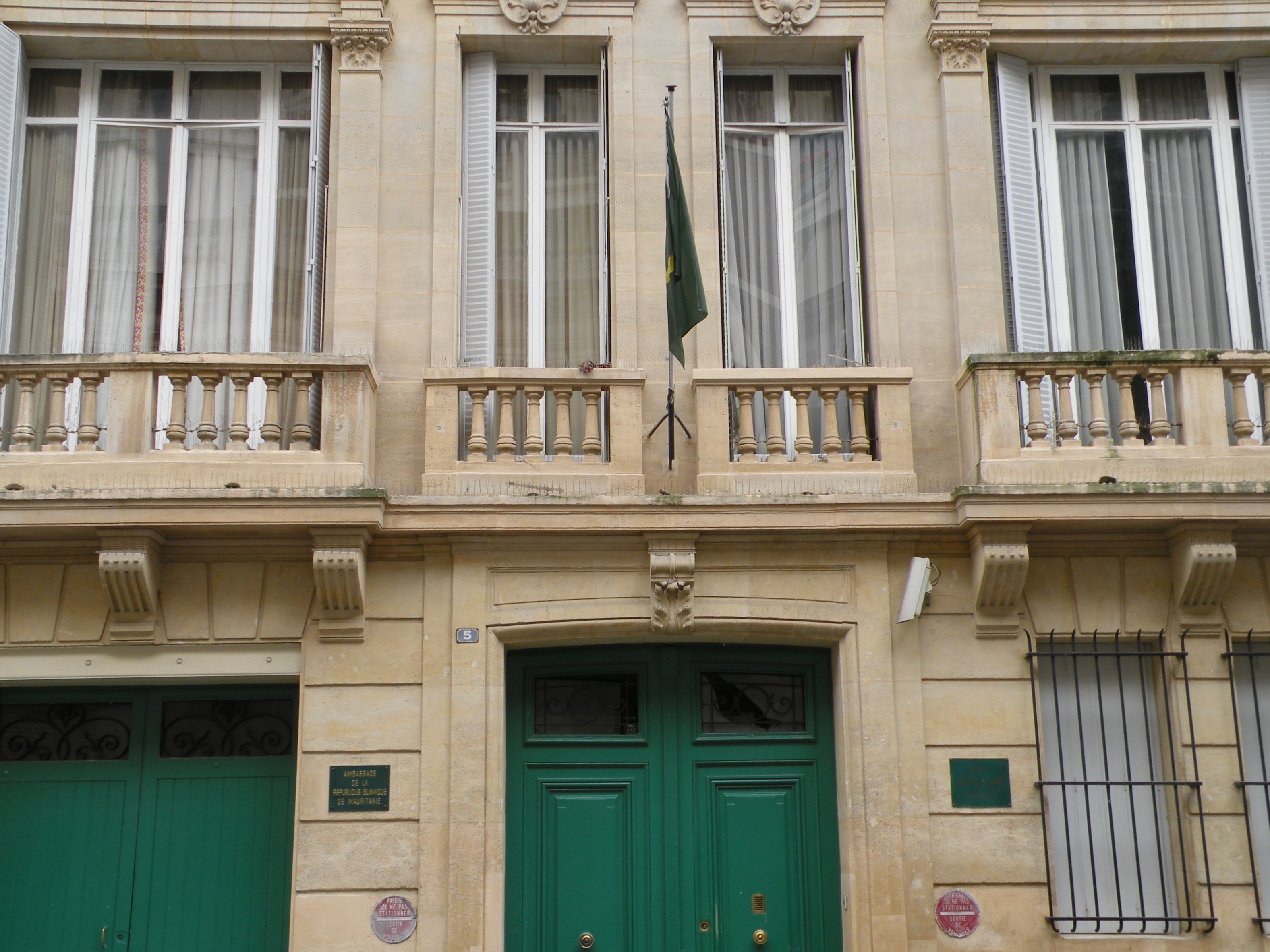
السفارة الموريتانية في باريس

تم توفير معظم المساعدة الإنمائية لدولة موريتانيا في عقد 1980 من قبل فرنسا التي كانت أيضا المورد الرئيسي والمباشر للاستثمار. تم توقيع عدد من الاتفاقات الثنائية بين البلدين في عام 1961؛ وتنصُّ هذه الاتفاقيات على التعاون الاقتصاديد المالي، التقني، الثقافية والعسكري جنبا إلى جنب مع المساعدات الدولية. على الرغم من أن موريتانيا لعبت دورًا مهما في مساعدة الجزائريين على الاستقلال من يد فرنسا من خلال مبيعات الأسلحة إلا أنها لا تزال تُتافظ على روابط ودية مع فرنسا ذاتها. عملَ المواطنون الفرنسيون في موريتانيا كمساعدين تقنيين للحكومة وللإداريين وكذا المعلمين والقضاة. ليس هذا فقط؛ فقد سافر بعض المواطنون الموريتانيون إلى فرنسا من أجل التعلم أو العمل وما إلى ذلك. ارتفعت نسبة مستوى المشاركة الفرنسية في موريتانيا بشكل ملحوظ في أعقاب اندلاع القتال في الصحراء الغربية. بين 1976 و1979؛ أعلنت موريتانيا المعلنة السلام من جانب واحد ثم انسحبت من القتال، وقد ساندتها الطائرات الفرنسية في ذلك حيث قدمت لها الدعم الجوي كما ضغطت على القوات التي تُساند جبهة البوليساريو فضلا عن تمركز قواتها في نواذيبو.
دفع النشاط المتزايد للمعارضين الموريتانيين في فرنسا نحو دعم الدولة الموريتانية لجبهة البوليساريو مما أدى إلى تزايد برودة العلاقة مع باريس. في أيار/مايو 1979 طلبت موريتانيا من فرنسا سحب قواتها من نواذيبو. واصلت فرنسا تقديم مستوى عالٍ من المساعدات المالية مما ساهم في التقليص من توتر العلاقات بين البلدين. بعد الاتهامات المزعومة لدعم المغرب لمحاولة الانقلاب في موريتانيا شهر آذار/مارس من عام 1981؛ تحولت الحكومة الموريتانية مرة أخرى إلى فرنسا للحصول على ضمانات على أراضيها. أبرمَ الرئيس الفرنسي جورج بومبيدو اتفاقًا مع الحكومة الموريتانية في عام 1981 كما هدد المغرب من مغبة القيام بأي «أعمال عدوانية» ضد ميليشيات البوليساريو داخل الأراضي الموريتانية.

## الزيارات الرسمية
- 13 يناير 2020: وصل رئيس الجمهورية محمد ولد الشيخ الغزواني إلى مدينة بو الفرنسية للمشاركة في قمة مجموعة الخمس في الساحل وفرنسا التي ستحتضنها هذه المدينة، حول الأمن في الساحل والاشكاليات المرتبطة بالتنمية في هذه المنطقة. كما أجرى محمد ولد الشيخ الغزواني في باريس مباحثات مع الرئيس الفرنسي إيمانويل ماكرون حول علاقات التعاون القائمة بين موريتانيا وفرنسا والسبل الكفيلة بتعزيزها، كما كان اللقاء فرصة لتبادل وجهات النظر في القضايا ذات الاهتمام المشترك خاصة الإشكاليات المرتبطة بالأمن في الساحل.[2][3]